# O Estupro de Nanquim (livro)
O Estupro de Nanquim (The rape of Nanking) é um livro escrito por Iris Chang, em 1997, sobre o Massacre de Nanquim.
Tendo como sub-título "O holocausto esquecido da segunda guerra mundial", este livro de Iris Chang, que se tornou best-seller, é o resultado de exaustiva pesquisa realizada pela autora sobre as atrocidades praticadas pelo Exército Imperial Japonês, ao capturar a cidade chinesa de Nanquim, durante a segunda Guerra sino-japonesa.
Fartamente documentado, o livro - traduzido em múltiplos idiomas - foi responsável por tornar mundialmente conhecido esse massacre que, até então, por motivos ligados à política internacional, mantinha-se na obscuridade.
Fiel à sua ética jornalística, Chang fez questão de ouvir a "outra parte", incluindo na obra a posição oficial do governo japonês, que tenta negar (ou, pelo menos, minimizar) os crimes praticados pelo exército nipônico na antiga capital da China.